# SAG-AFTRA
Screen Actors Guild–American Federation of Television and Radio Artists (SAG-AFTRA) – amerykański związek zawodowy, zrzeszający artystów performatywnych: aktorów, prezenterów, dziennikarzy, tancerzy, DJ-ów, autorów publikacji, prowadzących programy telewizyjne, lalkarzy i wokalistów. Powstał 30 marca 2012 w wyniku fuzji dwóch związków zawodowych: Gildii Aktorów Ekranowych (Screen Actors Guild, SAG) zrzeszającej aktorów oraz Amerykańskiej Federacji Artystów Telewizyjnych i Radiowych (American Federation of Television and Radio Artists, AFTRA). Według danych z 2022 zrzesza 171 157 członków.
Poza reprezentacją interesów artystów, związek przyznaje corocznie filmowo-telewizyjne Nagrody Gildii Aktorów Ekranowych (Screen Actors Guild Awards), odziedziczone po SAG.
Wchodzi w skład Amerykańskiej Federacji Pracy-Kongres Przemysłowych Związków Zawodowych (AFL-CIO) i International Federation of Actors (FIA).
Od 14 lipca do 5 grudnia 2023 trwał strajk SAG-AFTRA przeciwko Związkowi Producentów Filmowych i Telewizyjnych (AMPTP).